# Asnières-sur-Seine
Asnières-sur-Seine, anteriormente Asnières, é uma comuna francesa do departamento de Hauts-de-Seine, na região da Île-de-France.

## Geografia

### Localização
A comuna está localizada na margem esquerda do Sena no periferia noroeste de Paris.

### Transportes
A cidade tem uma gama de serviços de transporte público.
- A estação de Asnières-sur-Seine é servida por linhas J e L do Transilien. As duas linhas levam para a Gare Saint-Lazare tomando a ponte ferroviária de Asnières. Em relação a linha L há trens na direção de Versailles Rive-Droite ou Nanterre-Universidade. Aqueles que estão no destino de Versailles Rive-Droite permitem o acesso ao bairro empresarial de La Défense. Em relação a conexão com a linha J, há trens vindos de Ermont-Eaubonne, que são direto entre Asnières e Paris. O bairro da estação em Asnières, portanto, é uma área cobiçada pela facilidade de acesso, e também é muito dinâmica em termos de atividade comercial.
- A estação de Bécon-les-Bruyères, no ocidente, entre as estações de Asnières e Courbevoie, e localizado no limite destes duas comunas. É servida pelos trens da linha L, pelos trens na direção de Nanterre-Université ou de Saint-Nom-la-Bretèche. Estes últimos também permitem um acesso direto para La Défense.
- A estação de Bois-Colombes, também a oeste, está situado não muito longe do limite comunal com Asnières. Ela é servida pela linha J, para o trem em direção de Ermont-Eaubonne.
- A estação de Les Grésillons, servida pelo RER C: localizada na avenue des Grésillons, marcando o limite entre Gennevilliers e Asnières, a leste do município. Ele permite a você conectar em uma parte Pontoise e, por outro lado, de Massy-Palaiseau, servindo muitas paradas em Paris, incluindo Invalides, Saint-Michel Notre-Dame, Gare d'Austerlitz.
- Linha 13 do metrô: atravessando Asnières, do norte ao sul ao limite com Gennevilliers, três estações servem Asnières : Les Courtilles, Les Agnettes e Gabriel Péri. Esta linha também permite de chegar rapidamente à Gare Saint-Lazare, mas também Montparnasse.
- A linha 1 do tramway, cujo terminal está situado em Les Courtilles, para o destino de Noisy-le-Sec, na travessia de bairro de Saint-Denis em particular.

## Toponímia
Seu nome veio de muitas haras de asnos (asinaria, asneria em latim), presentes no seu território, e que têm sido empregadas na construção da abadia de Saint-Denis, e até mesmo burros usados para o transporte de sacos de farinha, vindos dos moinhos de Sannois e Argenteuil, em toda a planície de Gennevilliers.
O nome da comuna foi Anières e depois Asnières-Saint-Marcel e Asnières antes de se tornar Asnieres-sur-Seine, em 15 de fevereiro de 1968, nome mantido então.

## História
Asnières tem uma história em comum com a comuna de Gennevilliers.

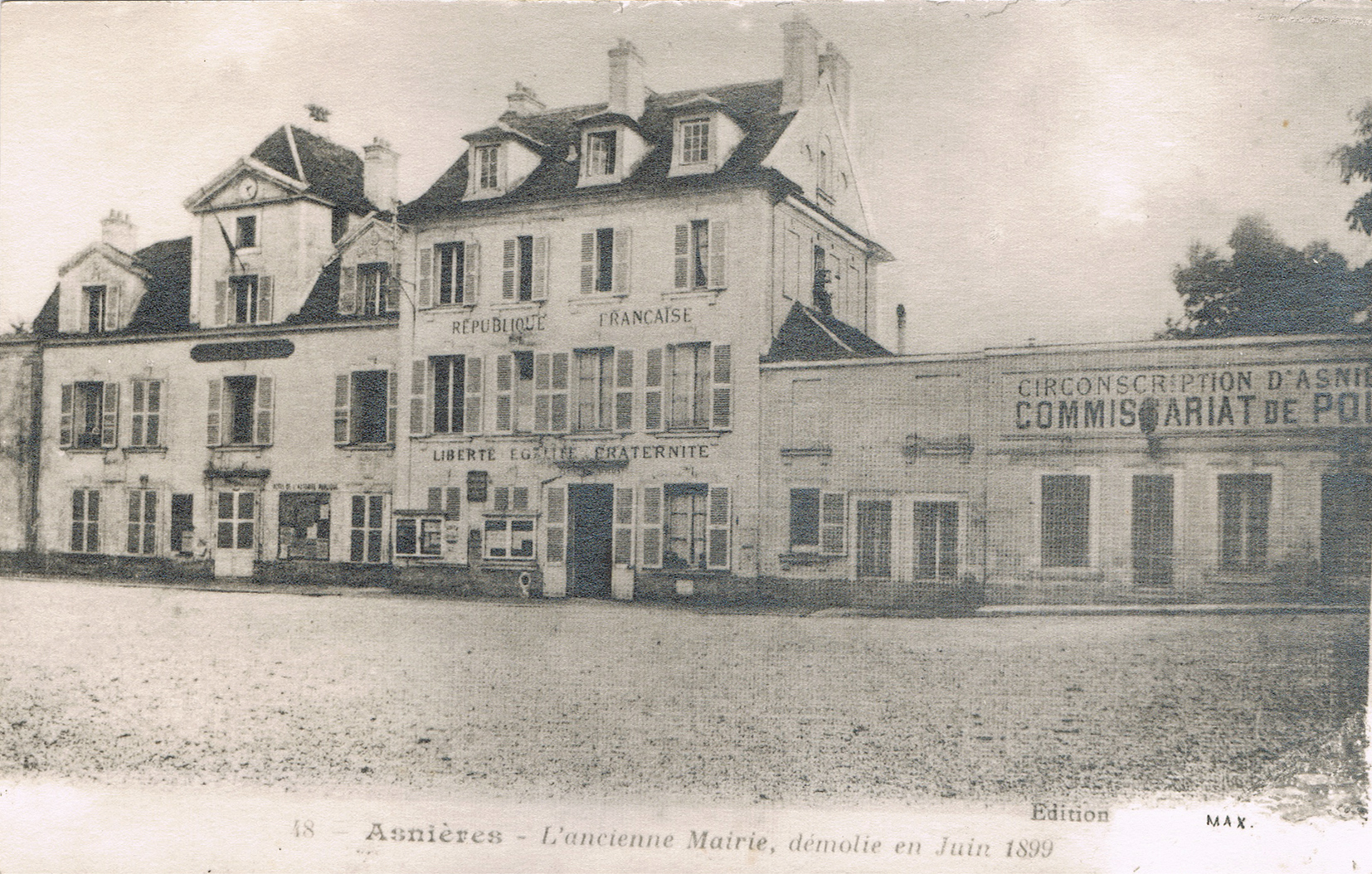
Antiga Prefeitura de Asnières.

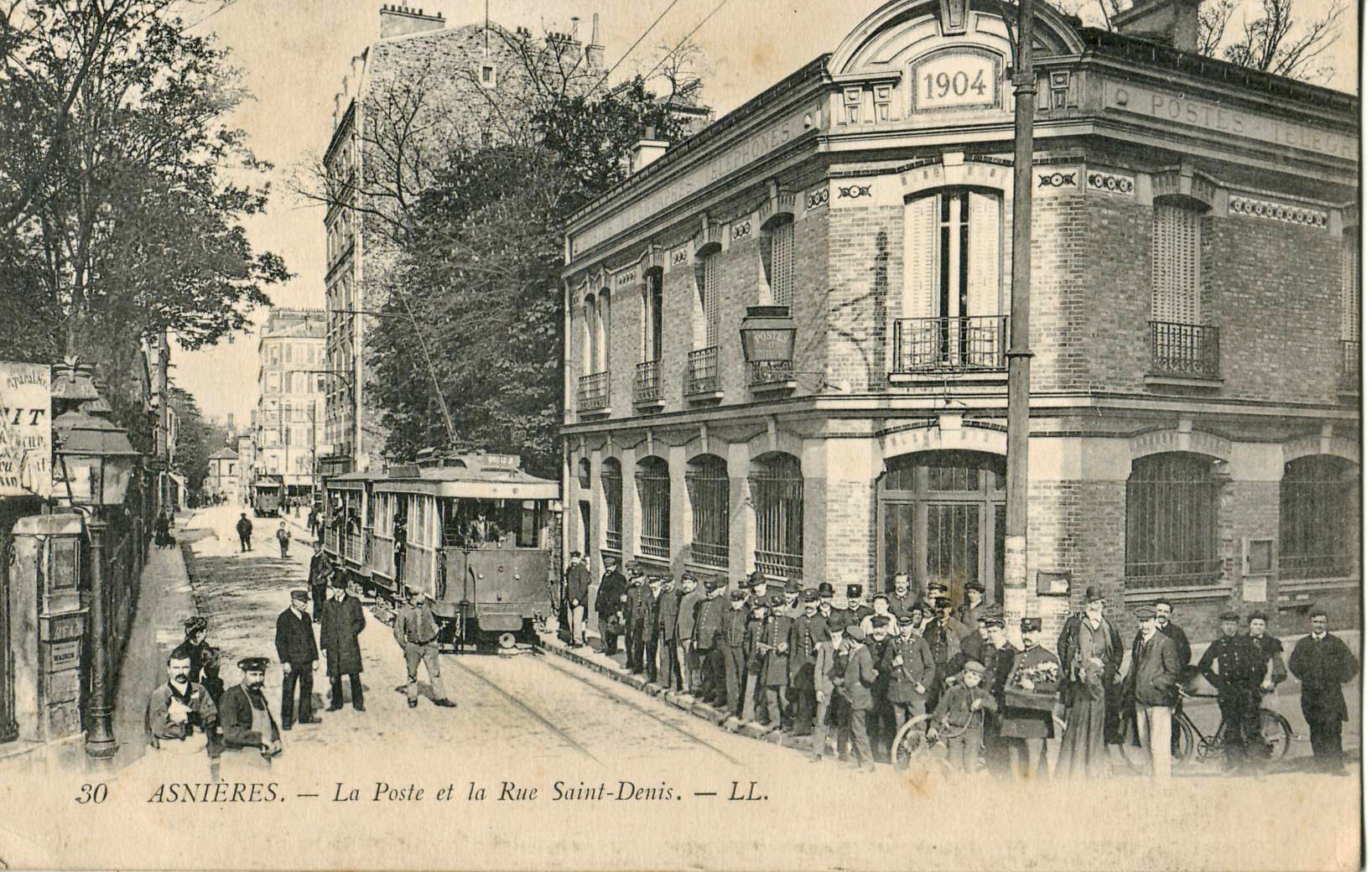
A "nova" agência postal de 1904, e os tramways.

## Geminação
Em 22 de junho de 2015, Asnières-sur-Seine está geminada com :
- Spandau (Alemanha), 5º distrito de Berlim[4].

## Cultura e patrimônio

### Lugares e monumentos

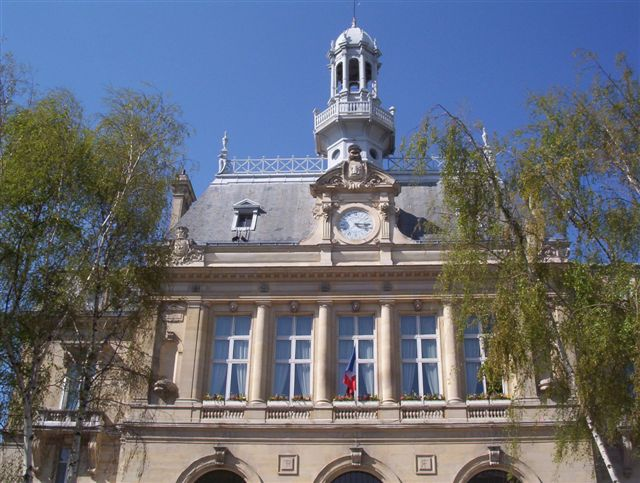
A prefeitura de Asnières.

A cidade tem muitos monumentos que estão listados no inventário geral do património cultural da França.
- Alcazar : um dos primeiros quartos do subúrbio dedicado ao cinema de arte.
- O cemitério de Cães.
- O castelo de Asnières : construído a partir de 1750 a 1752 pelo Marquês d'Argenson, o castelo de Asnières foi construída no local de um antigo castelo que pertencia a condessa de Parabère, amante do Regente.
- A igreja Sainte-Geneviève d'Asnières-sur-Seine.
- A gare Lisch, mais conhecida sob o nome de estação de Carbonnets : construída em 1878, esta antiga plataforma no Champ-de-Mars em Paris, foi construída para a exposição universal de 1878. Esta estrutura foi desmontada em 1897 e transportados em Asnières, embora classificados no inventário suplementar de monumentos históricos, este edifício encontra-se muito deteriorada e não há perspectiva de renovação está sendo considerado atualmente Predefinição:Lire en ligne.
- O monumento aos mortos da place Aristide-Briand.
- A igreja Saint-Joseph des Quatre-Routes[6].

### Personalidades ligadas à comuna
- Philippe Pinel (1745-1826)
- Louis Vuitton (1821-1892)
- Sarah Bernhardt (1844-1923)
- Vincent van Gogh (1853-1890)
- René Lacoste
- Réjane (1856-1920)
- Paul Signac (1863-1935)
- Émile Bernard (1868-1941)
- Henri Barbusse (1873-1935)
- William Gallas (1977)
- Axel Ngando (1993)
- Les Poppys